# عظم أنفي
العظم الأنفي (بالإنجليزية: Nasal bone)‏ عبارة عن عظم صغير مستطيل الشكل تختلف أبعاده من فرد لآخر. يوجد عظم أنفي في كل جانب في منتصف الوجه يشكلان لدى اتحادهما ما يسمى بجسر الأنف. لكل عظم أنفي سطحان وأربع حواف.

## التشريح
- الواجهة الأمامية: تتصل مع عضلة ناحلة وعضلة الأنف.
- الواجهة الخلفية: تُساهم في تكوين الجدار العلوي للتجويف الأنفي.
- الحافة الداخلية: تتصل مع العظم الأنفي المعاكس.
- الحافة الخارجية: مع النتوء الجبهي للفك العلوي.
- الحافة العلوية: تتصل مع عظم جبهي.
- الحافة السفلية: تتصل مع الغضاريف الوحشية للأنف.

## صور

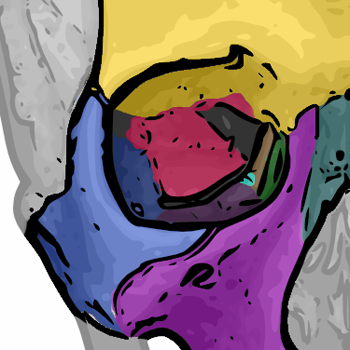
Orbital bones
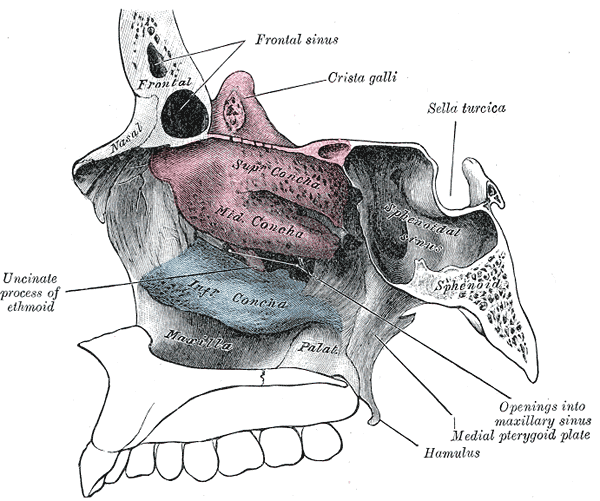
Lateral wall of nasal cavity, showing ethmoid bone in position.
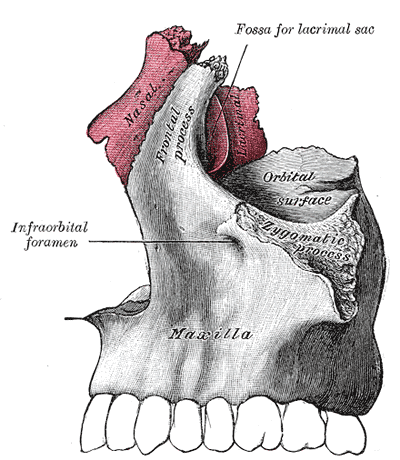
Articulation of nasal and lacrimal bones with maxilla.
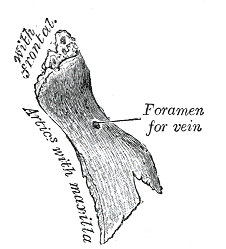
Right nasal bone. Outer surface.
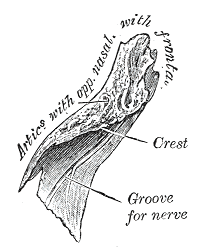
Right nasal bone. Inner surface.
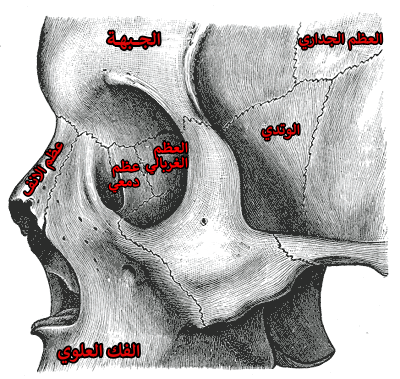
Close up of side view of the skull.
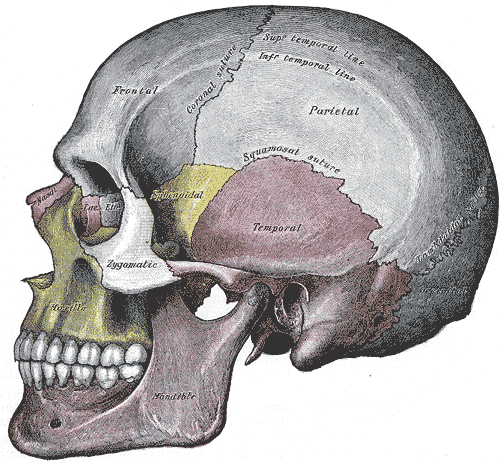
Side view of the skull.
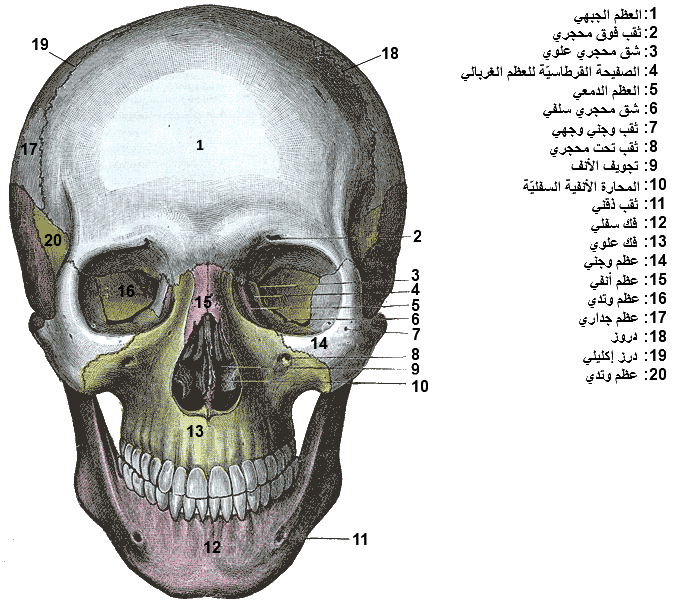
The skull from the front.
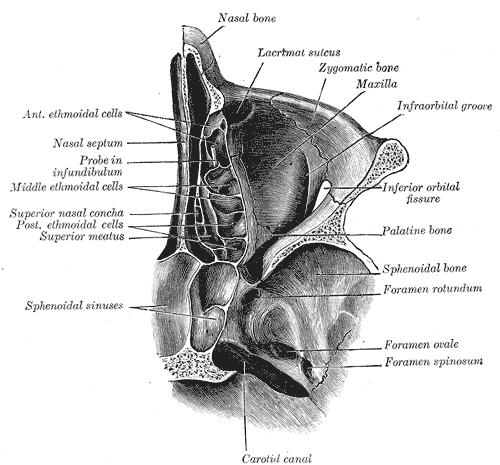
Horizontal section of nasal and orbital cavities.
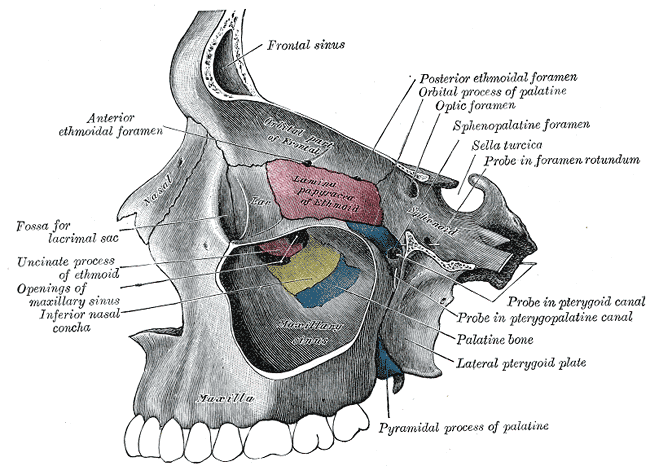
Medial wall of left orbit.
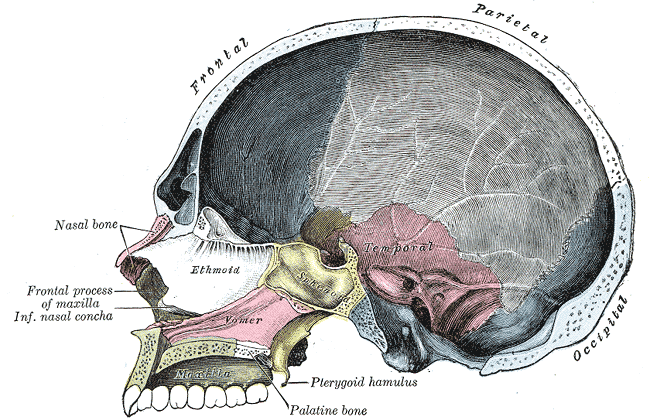
Sagittal section of skull.
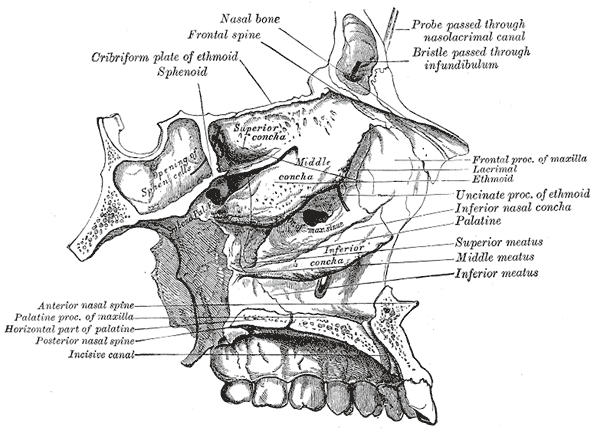
Roof, floor, and lateral wall of left nasal cavity.
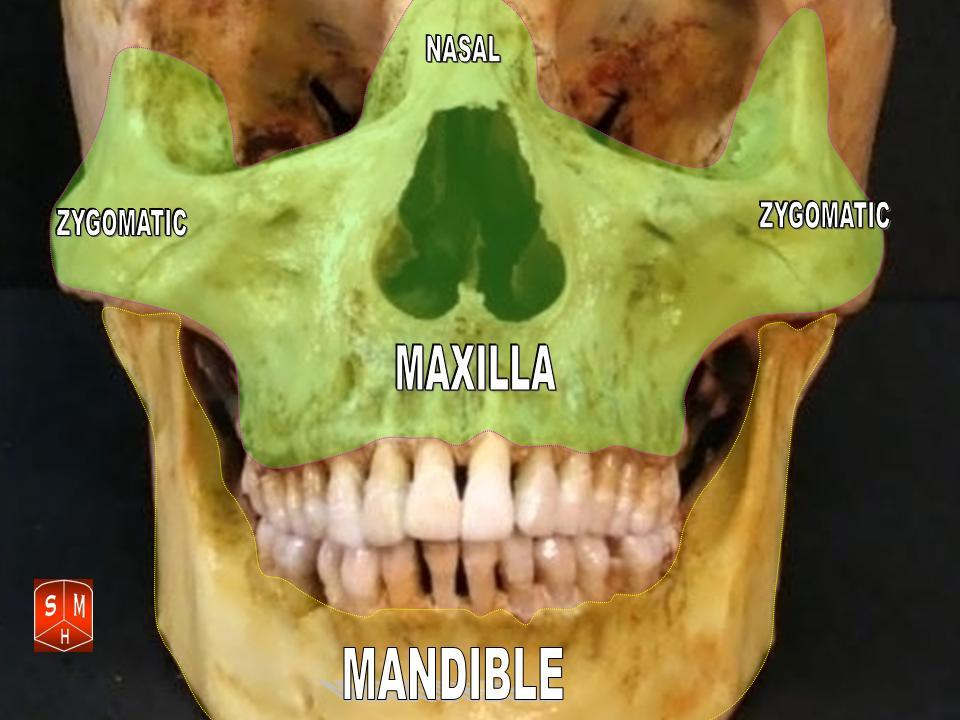
Nasal bone